# Municipio de Jackson (condado de Sandusky)
El municipio de Jackson (en inglés: Jackson Township) es un municipio ubicado en el condado de Sandusky en el estado estadounidense de Ohio. En el año 2010 tenía una población de 1608 habitantes y una densidad poblacional de 17,21 personas por km².

## Geografía
El municipio de Jackson se encuentra ubicado en las coordenadas 41°17′51″N 83°14′40″O / 41.29750, -83.24444. Según la Oficina del Censo de los Estados Unidos, el municipio tiene una superficie total de 93.41 km², de la cual 93,41 km² corresponden a tierra firme y (0 %) 0 km² es agua.

## Demografía
Según el censo de 2010, había 1608 personas residiendo en el municipio de Jackson. La densidad de población era de 17,21 hab./km². De los 1608 habitantes, el municipio de Jackson estaba compuesto por el 97,57 % blancos, el 0,12 % eran afroamericanos, el 0,12 % eran amerindios, el 0,06 % eran asiáticos, el 1,06 % eran de otras razas y el 1,06 % eran de una mezcla de razas. Del total de la población el 4,85 % eran hispanos o latinos de cualquier raza.